# UNESCO-CEPES
L’UNESCO-CEPES (Centre Européen pour l'Enseignement Supérieur – CEPES) a été créé en 1972 à Bucarest, en Roumanie. Il est le siège décentralisé de l'UNESCO, à Paris, pour le Centre européen pour l'enseignement supérieur. Le siège de l'UNESCO-CEPES est situé dans le Palais Creţulescu jouxtant le parc Cişmigiu.
L'UNESCO-CEDES a été fondé le 21 septembre 1972. Le Centre Européen pour l'Enseignement Supérieur est le seul centre intergouvernemental pour l'enseignement supérieur pour la région Europe, l'Amérique du Nord et Israël. 
L'UNESCO-CEPES favorise la coopération internationale dans le domaine de l'enseignement supérieur entre l'UNESCO et les États membres de l'Europe centrale, orientale et du Sud-Est Européen avec la participation également du Canada et des États-Unis. 
En avril 1997, le Conseil commun de l'Europe et UNESCO ont adopté la reconnaissance des qualifications relatives à l'enseignement supérieur au sein de la région européenne.
En septembre 2003, l'UNESCO-CEPES a été nommé membre consultatif du Groupe de Suivi du Processus de Bologne (BFUG), chargé de la réalisation des objectifs du processus de Bologne, et l'actualisation de l'Espace Européen d'Enseignement Supérieur (EEES).
Le 25 septembre 2009, un protocole d'entente a été signé entre l'UNESCO et le Gouvernement de la Roumanie sur les dispositions transitoires pour l'UNESCO-CEPES, le protocole réaligne le mandat du Centre avec le paysage de l'éducation nouvelle en Europe et prévoit pour la période 2010 - 2011. Le CEPES mettra l'accent sur la satisfaction des besoins de l'enseignement supérieur des États membres de l'UNESCO en Afrique centrale, orientale et du Sud-Est européen.
L'UNESCO-CEPES publie la revue "Enseignement supérieur en Europe", une publication savante abordant les principaux problèmes et tendances dans l'enseignement supérieur. Elle est la revue officielle de l'UNESCO-CEPES. Le siège du CEPES est dans le Palais Kretzulescu à Bucarest.

## Pays membres du Cepes
| Europe centrale    | Europe orientale       | Europe du sud-est        | Autres régions |
| ------------------ | ---------------------- | ------------------------ | -------------- |
| Autriche           | Estonie                | Albanie                  | Belgique       |
| République tchèque | Lettonie               | Bosnie et Herzegovine    | Danemark       |
| Croatie            | Lituanie               | Bulgarie                 | Finlande       |
| France             | République de Moldavie | Chypre                   | Saint-Siège    |
| Allemagne          | Ukraine                | République de Macédonie  | Irlande        |
| Hongrie            |                        | République du Monténégro | Malte          |
| Italie             |                        | Turquie                  | Pays-Bas       |
| Liechtenstein      |                        |                          | Norvège        |
| Pologne            |                        |                          | Portugal       |
| Roumanie           |                        |                          | Espagne        |
| Serbie             |                        |                          | Suède          |
| Slovaquie          |                        |                          | Royaume-Uni    |
| Slovenie           |                        |                          | Canada         |
| Suisse             |                        |                          | États-Unis     |
|                    |                        |                          | Israël         |